# Ichthyomys pittieri
Ichthyomys pittieri је врста глодара из породице хрчкова (Cricetidae).

## Распрострањење
Ареал врсте је ограничен на једну државу. Венецуела је једино познато природно станиште врсте.

## Станиште
Станишта врсте су шуме и слатководна подручја од 800 до 1.100 метара надморске висине.

## Угроженост
Ова врста се сматра рањивом у погледу угрожености врсте од изумирања.